# Neotabuda incrassata
Neotabuda incrassata är en tvåvingeart som beskrevs av Lyneborg 1980. Neotabuda incrassata ingår i släktet Neotabuda och familjen stilettflugor. Inga underarter finns listade i Catalogue of Life.